# Mistrzostwa Świata w Biegach Przełajowych 1978
6. Mistrzostwa Świata w Biegach Przełajowych – zawody lekkoatletyczne, które odbyły się 26 marca 1978 roku w Glasgow (Szkocja).

## Rezultaty

### Seniorzy

#### Indywidualnie
| Medal  | Zawodnik              | Czas      |
| Złoto  | John Treacy           | 39:25 min |
| Srebro | Aleksandras Antipovas | 39:28 min |
| Brąz   | Karel Lismont         | 39:32 min |

#### Drużynowo
| Medal  | Zawodnik | Czas    |
| Złoto  | Francja · Pierre Levisse (10.) · Lucien Rault (13.) · Radhouane Bouster (18.) · Alexandre Gonzalez (32.) · Thierry Watrice (35.) · Jean-Paul Gomez (43.) | 151 pkt |
| Srebro | Stany Zjednoczone · Guy Arbogast (5.) · Craig Virgin (6.) · Greg Meyer (20.) · Jeff Wells (29.) · Bill Rodgers (44.) · Mike Roche (52.)                  | 156 pkt |
| Brąz   | Anglia · Tony Simmons (4.) · Jon Wild (15.) · Neil Coupland (28.) · Mike McLeod (30.) · Ken Newton (40.) · Steve Kenyon (42.)                            | 159 pkt |

### Juniorzy

#### Indywidualnie
| Medal  | Zawodnik         | Czas      |
| Złoto  | Mick Morton      | 22:57 min |
| Srebro | Rob Earl         | 23:10 min |
| Brąz   | Francisco Alario | 23:11 min |

#### Drużynowo
| Medal  | Zawodnik  | Punkty |
| Złoto  | Anglia    | 53 pkt |
| Srebro | Kanada    | 53 pkt |
| Brąz   | Hiszpania | 54 pkt |

### Kobiety

#### Indywidualnie
| Medal  | Zawodniczka       | Czas      |
| Złoto  | Grete Waitz       | 16:19 min |
| Srebro | Natalia Mărășescu | 16:49 min |
| Brąz   | Maricica Puică    | 16:59 min |

#### Drużynowo
| Medal  | Zawodniczka                                                                                             | Punkty |
| Złoto  | Rumunia · Natalia Mărășescu (2.) · Maricica Puică (3.) · Georgeta Gazibara (8.) · Antoaneta Iacob (17.) | 30 pkt |
| Srebeo | Stany Zjednoczone · Julie Shea (4.) · Jan Merrill (7.) · Kathy Mills (11.) · Brenda Webb (15.)          | 37 pkt |
| Brąz   | Anglia · Joyce Smith (9.) · Christine Benning (12.) · Penny Yule (16.) · Mary Stewart (18.)             | 55 pkt |

## Tabela medalowa
| Miejsce | Kraj              | Złoto | Srebro | Brąz | Razem |
| 1.      | Anglia            | 2     | 0      | 2    | 4     |
| 2.      | Rumunia           | 1     | 1      | 1    | 3     |
| 3.      | Irlandia          | 1     | 0      | 0    | 1     |
| 3.      | Francja           | 1     | 0      | 0    | 1     |
| 3.      | Norwegia          | 1     | 0      | 0    | 1     |
| 6.      | Stany Zjednoczone | 0     | 2      | 0    | 2     |
| 6.      | Kanada            | 0     | 2      | 0    | 2     |
| 8.      | ZSRR              | 0     | 1      | 0    | 1     |
| 9.      | Hiszpania         | 0     | 0      | 2    | 2     |
| 10.     | Belgia            | 0     | 0      | 1    | 1     |